# Franz Konrad Kasimir Ignaz von Rodt
Franz Konrad Kasimir Ignaz von Rodt (Meersburg, 10 de março de 1706 - castelo de Meersburg, 16 de outubro de 1775) foi um cardeal do século XVIII

## Biografia
Nasceu em Meersburg em 10 de março de 1706. De família nobre. Filho do tenente-marechal de campo imperial Franz Christoph Joseph von Rodt zu Orsenhausen e Maria Theresia Freiin von Sickingen. Seu primeiro nome também está listado como Francesco Corrado Casimiro.
Matriculou-se na Universidade de Friburgo em 1721; e obteve um magister em filosofia em 1722; depois, em 1723, continuou seus estudos em Estrasburgo; e mais tarde em Roma e Siena..
Canon do capítulo da catedral de Konstanz; expectante, 1713; primeira posse, 1728; segunda posse, 1733; em 1739, ele se tornou coadjutor de seu tio como reitor de Konstanz; tornou-se decano do capítulo em 1741; depois renunciou ao cargo para se dedicar ao trabalho da corte e do bispo em 1747. Cônego do capítulo da catedral Augsburg, 1726; seu reitor em 1741..
Ordenado em 14 de abril de 1737. Eleito reitor de Konstanz pelo Papa Bento XIV em 1744. Em 1750, ele era o principal candidato do partido austríaco à sede de Konstanz. Contra ele estavam os partidos "francês" e "conde" no capítulo da catedral. Com apoio maciço do Comissário Imperial, foi eleito por unanimidade..
Eleito bispo de Konstanz pelo capítulo da catedral, em 9 de novembro de 1750. Preconizado pelo papa em 15 de março de 1751. Consagrado em 23 de maio de 1751, na catedral de Konstanz, por Franz Karl Joseph von Fugger, bispo titular de Domitiópolis e auxiliar de Konstanz, assistido por Franx Xaver von Adelmann, bispo titular de Mactaris, auxiliar de Augsburg, e por Franz Heinrich Wendelin von Kagenegg, bispo titular de Comana e auxiliar de Eichstätt. Sucedeu a seu tio materno o Bispo Kasimir Anton Sickingen (1744-1750); e foi sucedido por seu irmão Maximilian von Rodt (1776-1800). Nomeado ao cardeal pela imperatriz Maria Teresa da Áustria..
Criado cardeal sacerdote no consistório de 5 de abril de 1756; o papa enviou-lhe o barrete vermelho com um breve apostólico de 7 de abril de 1756; O imperador Francisco I impôs-lhe o barrete vermelho em 22 de julho de 1756, em Viena; ele recebeu o chapéu vermelho em 27 de julho de 1758; e o título de S. Maria del Popolo, 2 de agosto de 1758. Participou do conclave de 1758, que elegeu o Papa Clemente XIII. Em 1765, ele foi condecorado com a Grã-Cruz da Ordem Real de Sankt Stephen. Bispo diocesano como seus predecessores, o cardeal Rodt não poupou confrontos com a nunciatura de Lucerna e os Estados seculares. As antigas tensões com a Áustria aumentaram como resultado das políticas eclesiásticas da imperatriz Maria Teresa. A tentativa do Cardeal Rodt de substituir a Concordata de 1629 por um novo tratado com a Áustria falhou; mas a imperatriz estava pronta em 1756 para providenciar um decreto abrangente do governo austríaco para as relações mútuas. O cardeal só conseguiu obter uma execução parcial de seus desejos. Em 1757, ele recebeu permissão papal para expulsar os monges beneditinos de seu mosteiro de Reichenau. Os monges foram alojados em outros mosteiros, enquanto no mosteiro da ilha apenas uma "missão" de doze padres permaneceram, que foram fornecidos pelas abadias vizinhas. Todos os esforços da comunidade exilada para retornar, e até mesmo a restituição da abadia, falharam. Ele embelezou a capela do seminário com alto custo; foi consagrada em 1767. Não participou do conclave de 1769, que elegeu o Papa Clemente XIV. Não participou do conclave de 1774-1775, que elegeu o Papa Pio VI. Foi abade commendatario das abadias de Ss. Pietro e Paolo, Cremona, e S.Giovanni alle Vigne, Lodi..
Morreu em castelo de Meersburg em A noite de 16 de outubro de 1775, repentinamente de uma apoplexia; um criado o encontrou morto em sua cama pela manhã. O corpo foi trasladado para a catedral de Konstanz, onde teve lugar o solene funeral, celebrado pelo cabido e pelo clero; e sepultado no túmulo dos bispos (1) . Seu herdeiro foi seu último irmão sobrevivente, Maximiliano, que se tornou seu sucessor como bispo de Constança..